# 丹尼尔·帕特里克·莫伊尼汉
丹尼尔·帕特里克·「帕特」·莫伊尼汉（英語：Daniel Patrick "Pat" Moynihan，1927年3月16日—2003年3月26日）生於俄克拉何马州塔尔萨，美国社会学家、政治家，民主党员，曾任美国驻印度大使（1973年－1975年）、美国驻联合国大使（1975年－1976年）和美国参议员（1977年－2001年）。